# Autobahnknoten Rozhanovce
Der Autobahnknoten Rozhanovce (slowakisch diaľničná križovatka Rozhanovce) liegt östlich der zweitgrößten slowakischen Stadt Košice und verbindet die Autobahn D1 mit der Schnellstraße R2, beschildert ist der anschließende Arm jedoch als die Schnellstraße R4, die hier zusammen mit der R2 geführt wird. Er befindet sich in einem ländlichen Gebiet mit kleinen Hügeln, linksseitig des ostslowakischen Flusses Torysa und südwestlich der namensgebenden Gemeinde Rozhanovce.
Auf der D1 trägt der Knoten die Nummer 433. Zur Planungs- und Bauzeit wurde der Knoten nach der Gemeinde Košické Oľšany südlich des Dreiecks bezeichnet. Im geplanten Autobahn- und Schnellstraßennetz der Slowakei handelt es sich um den östlichst gelegenen Autobahnknoten.

## Bauart
Der Knoten ist von der Bauform her als Dreieck in zwei Etagen ausgeführt. Die D1 ist die durchgehende Straße mit 2 × 2 Fahrstreifen plus Standstreifen je Richtung. Die R4 hat vor dem Knoten 2 × 2 Fahrstreifen mit durchgehenden Ein-/Ausfädelungsstreifen, endet aber nur einen Kilometer südlich an der Anschlussstelle Košice-východ. Alle Rampen sind zweistreifig.

## Betreuung
Der Knoten wird zur Gänze durch die staatliche Autobahngesellschaft Národná diaľničná spoločnosť, a. s. (kurz NDS) betreut, zuständig ist die Autobahnmeisterei Košice.

## Geschichte
Der Autobahnknoten entstand ab 2016 als Teil des 14,4 km lange Bauabschnitts Budimír–Bidovce der D1, inklusive des 1 km langen Abschnitts Košické Oľšany–Hrašovík. Nach 37 Monaten Bauzeit wurden die beiden Straßen und das Dreieck selbst am 16. Dezember 2019 dem Verkehr freigegeben.
Derzeit kommt die Kapazität des Dreiecks wegen der fehlenden Weiterführung der R2/R4 nicht zur Geltung. Geändert soll das mit dem Bau des 14,3 km langen R2-Abschnitts Šaca–Košické Oľšany, zweite Teilstrecke, die das Dreieck im Jahr 2025 an die bereits bestehende Strecke südlich von Košice nach Miskolc und Budapest anbinden wird und den Transitverkehr übernehmen soll.